# Батоги широколисті
Батоги широколисті, хондрила широколиста (Chondrilla latifolia) — вид рослин з родини айстрових (Asteraceae), поширений у Болгарії, Молдові, Україні, Білорусі, Росії, Азербайджані, Грузії, Туреччині.

## Опис
Багаторічна або дворічна рослина 50–120 см заввишки. Листки широкі, (0.5)1–4 см шириною, від ланцетних до широко-яйцюватих, знизу на жилці й на краю зі щетинками. Верхня частина стебла густо шерстисто запушена; інша частина його гола, іноді з розсіяними щетинками. Гілочки загального суцвіття повстяні, квітконоси 3–5 мм завдовжки. Кошики зібрані по 1–3 на верхівках гілок і на бічних гілочках, 11-квіткові. Внутрішні листочки обгортки на середній жилці з густими щетинками (іноді їх немає). Квітки жовті, з 5-зубчастим відгином. Сім'янки з довгим (3.5–5 мм) гладким, у верхній частині булавовидно потовщеним носиком; чубчик з численних однакових щетинок, 5–8 мм завдовжки.

## Поширення
Країни зростання: Болгарія, Молдова, Україна, Білорусь, Росія, Азербайджан, Грузія, Туреччина; натуралізований у Люксембурзі.
В Україні вид зростає на пісках, у степах, на щебенистих схилах, як бур'ян на полях — у Лісостепу (Канів по р. Дніпро), Степу та Криму.